# Римски терми (Варна)
Римските терми се намират в югоизточната част на съвременния град Варна, в близост до пристанището.
Те са сред най-запазените архитектурни паметници от античния период в България. Изградени са през Римската епоха, към края на II век и представляват най-голямата римска баня на Балканите. Според проучванията височината на сводестите конструкции е била над 20 м, а общата площ на съоръжението около 7000 m². Баните са функционирали до края на III век. Те са имали важна социална функция в древния Одесос, който от 15 г. пр. Хр. е част от Римската империя в провинция Мизия, но запазва известна самостоятелност (като правото да сече свои монети и да няма римски гарнизон). Като главно пристанище на Мизия, градът е бил силно повлиян от римската култура, за което свидетелстват и термите.
Уникална е отоплителната система на баните. Тя е свързана с двойния под и специалните кухини, отвеждащи топлия въздух до върха на зданието, построено в близост до топли минерални извори, които се използват и до днес във Варна. Посетителите на баните са влизали в просторни зали, създаващи естествена бариера пред студения въздух, след това в огромна зала (балестра), която е била своеобразен център, в който мъжете на Одесос са се събирали, за да обсъждат важни обществени въпроси.
Руините са сравнително добре проучени, въпреки че между двете оградени територии има построени къщи и църкви, под които е сигурно, че се крият много антични сгради и артефакти. Термите са привличали интереса на историци и археолози доста преди да започнат археологическите разкопки. Още през 1906 г. австрийският учен Ернст Калинка определя останките като антична постройка, но най-съществена заслуга за предизвикването на научния интерес към тази старина и за запазването ѝ имат братята Шкорпил.
Разкопките на Археологическия музей – Варна от 1959 до 1971 г. под ръководството на Милко Мирчев, откриват основната част на сградата. Под съществуващите днес околни улици остават част от помещенията, както и най-южната артерия от западната подземна галерия. Продължаващите и сега археологически проучвания изясняват предназначението на сградата и установяват епохата на нейното построяване. Разкритата сграда е част от терми е на римския град Одесос. Архитектурният стил подсказва, че те са построени към края на II – началото на III в. Намерените в канализацията монети, сечени по времето на император Септимий Север (193 – 211), потвърждават тази датировка. Най-късните намерени монети са от времето на император Тацит (275). Така е установено, че термите са функционирали до към края на III в. Грандиозността на строежа, безупречното изпълнение на блестящия архитектурен замисъл, богатството на украсата определят термите като забележителен паметник на античната архитектура в българските земи. Те свидетелствуват за разцвета на културата в града през ІІ-ІІІ в., за неговото богатство и благосъстояние. Одесоските терми са едни от най-големите в европейската част на Римската империя.
При разкопките е намерен постамент на статуята на Клавдий Аквила, както и статуи на римските богове Херакъл, Виктория и Меркурий, които вероятно са украсявали залите и са им придавали тържествен вид. Както личи от намерените надписи, божествата покровители на здравето Асклепий и Хигия са имали светилище в северозападната част на термите. Археолозите са се натъкнали още на фрагменти от мраморни прозоречни рамки, оформени като кривака на Херакъл, който е бил почитан и като бог-покровител на изворите.
По-късно руините на римските терми са използвани като цитадела - вътрешно укрепление на варненската крепост. През османския период те са барут-хане с три кули с външна част (ич-кале), която е срутена съгласно условията на Одринския мир след Руско-турската война (1828 – 1829). До края на османския период и след Освобождението подземията на термите са ползвани като затвор, наричан Ичкале.
Днес през лятото в термите функционира летен театър и се изнасят концерти.

## Галерия
- Край термите е сниман известният филм „Капитан Петко Войвода“
- Църквата „Св. Атанасий“, построена край руините, е била център на митрополия в древността
- Басейнът в съседство черпи вода от същия извор, който е обслужвал термите преди 2000 г.